# New Lachaussée
New Lachaussée is een Belgisch bedrijf dat machines bouwt voor de productie van metaal en pyrotechnische elementen. Het is een onderdeel van de CBC Europa groep.

## Geschiedenis
Lachaussée werd in 1830 in Luik opgericht door Louis Lachaussée. Hij bouwde machines voor de productie van buskruit. In 1852 overleed hij terwijl hij in Servië een buskruitfabriek oprichtte. Hierna namen zijn vrouw een zoon het bedrijf over. Het bedrijf specialiseerde zich toen in machinewerktuigen en munitiemachines.
In 1913 verhuisde Louis Lachaussée, kleinzoon van, de fabriek naar Ans. Tijdens de Eerste Wereldoorlog vluchtte hij naar Parijs om in 1919 terug te keren. Hij verliet de militaire sector en ging machines voor jacht- en sportmunitie bouwen. Tijdens de Tweede Wereldoorlog lag de fabriek praktisch stil maar groeide snel erna. In 1970 nam het bedrijf de oude fabriek van Imperia in Nessonvaux over.
Men ging ook machines voor andere dan de munitiesector bouwen.

## Producten
Machines voor de productie van:
- Patronen voor jacht, sport en kleine vuurwapens.
- Civiele ontstekers.
- pyrotechnische producten en -poeders.
- Slaghoedjes.
- Explosieven.
- Elementen voor aanstekers.

Het onderhoud en herstel van deze machines.